# Palacio arzobispal de Zaragoza
El palacio arzobispal de Zaragoza se ubica en la Plaza de la Seo de dicha ciudad.

## Historia
El Palacio tuvo su origen en el siglo XII, después de que el rey Alfonso I el Batallador tomase la ciudad musulmana de Zaragoza, por aquel entonces conocida como Saraqusta, le regaló al primer obispo de la ciudad tras la reconquista, Pedro de Librana, un terreno anexo a la muralla defensiva y próximo a la nueva catedral, la Seo, aprovechando el emplazamiento de la mezquita mayor de Saraqusta. 
Años más tarde Alfonso II el Casto decidió ampliar dicha torre anexa a la muralla para hacer de este edificio un lugar más cómodo y regio donde vivir cuando visitaba Zaragoza. Dependencia en la que el 23 de agosto de 1498 falleció Isabel de Aragón, Reina de Portugal y heredera de la Corona española como hija primogénita de los reyes Fernando II de Aragón e Isabel I de Castilla, dando a luz a su hijo Miguel de la paz, heredero de Castilla, León, Aragón y Portugal. Fue, en los siglos siguientes, la morada temporal de muchos y diferentes reyes de la Corona de Aragón y de España. Posteriormente fue cedido y drásticamente remodelado, entre 1779 y 1787 por el arzobispo Agustín de Lezo Palomeque. Actualmente es la residencia oficial del Arzobispado de Zaragoza y alberga el Alma Mater Museum
Fachada de ladrillo de dos plantas, aunque los remates de puertas, ventanas y zócalo son de piedra, con grandes ventanales hacia el exterior. Los ventanales inferiores están cerrados por rejas; los superiores, rematados por frontones triangulares. La portada, muy sencilla, está flanqueada por dos columnas y pilastras jónicas y rematada por un pequeño balconcillo.
En el interior hay que destacar la escalera. Se conservan algunas obras de arte como una Inmaculada pintada por Francisco Bayeu en 1758 y dos tablas góticas de un retablo de La Seo.
Otro de los tesoros artísticos que resguarda el Palacio Arzobispal es un retrato del arzobispo Joaquín Company (1800), hecho por Francisco de Goya. En aquella época el aragonés vivía su época de plenitud artística y este cuadro la testimonia magníficamente.